# Lüdenscheid-Land

Gemeindewappen

Lüdenscheid-Land war eine Gemeinde im Kreis Altena im Sauerland. Sie entstand bei der Aufteilung Lüdenscheids in eine Stadt- und eine Landgemeinde am 15. April 1843 und umfasste auch die ehemals selbständigen Gutsbezirke Neuenhof und Oedenthal. Sitz der Kommune war die nicht zu ihr gehörende Stadt Lüdenscheid.

## Geschichte
Das Nebeneinander der Stadt- und Landgemeinde Lüdenscheid war überwiegend geprägt durch strukturelle, wirtschaftliche und politische Differenzen. In den ersten Jahrzehnten überwogen Wirtschaftskraft und zunächst auch Bevölkerungszahl der Landgemeinde mit den industrialisierten Tälern von Volme, Rahmede und Verse. Bei ihrer Gründung hatte sie 4073 Einwohner. Bis zur Reichseinigung 1871 hatten sich die Gewichte jedoch deutlich verschoben, während diese Entwicklung kontinuierlich anhielt und sich noch beschleunigte. Politisch war die Landgemeinde konservativ geprägt; die Stadt besaß im 19. Jahrhundert überwiegend liberal-fortschrittliche Mehrheiten. Der daraus resultierende beinahe permanente Dissens verhinderte u. a. eine optimale eisenbahntechnische Erschließung Lüdenscheids. 1910 entstand an der Sauerfelder Straße im Zentrum der Stadt das eindrucksvolle Ensemble aus Amtshaus und Selve-Brunnen als Sitz von Verwaltung und politischen Gremien des Amtes Lüdenscheid. Diesem gehörte die Gemeinde Lüdenscheid-Land bis Ende 1968 als dominierender Teil an. Am 1. Januar 1969 erfolgte mit dem Gesetz zur Neugliederung des Landkreises Altena und der kreisfreien Stadt Lüdenscheid die Auflösung und Aufteilung von Amt und Landgemeinde. Der größte Teil von letzterer ist seither Bestandteil der Stadt Lüdenscheid; das mittlere Rahmedetal und Teile der benachbarten Hochflächen gelangten an die Stadt Altena. Weitere Gemeindeteile wurden nach Halver, Herscheid, Kierspe, Meinerzhagen und Werdohl umgegliedert.
Die Einwohnerzahl betrug am 1. Dezember 1910 11.218. Bei der Eingemeindung besaß Lüdenscheid-Land eine Fläche von 10.094 ha.

## Wappen
Die drei ineinander verketteten Ringe des oberen Teils sind dem Wappen des Adelsgeschlechts derer von Neuhoff entnommen. Es ist maßgeblich mit der Geschichte der beiden in Lüdenscheid-Land aufgegangenen, vormals selbständigen Gutsbezirke Neuenhof und Oedenthal verbunden. Der geschachte Balken verweist auf die Zugehörigkeit der Gemeinde zur Grafschaft Mark. Die drei weißen Wellenlinien in grünem Umfeld schließlich symbolisieren die drei in Lüdenscheid-Land dominierenden Täler von Volme, Rahmede und Verse.

## Gemeindeteile
Zur Gemeinde gehörten u. a. die Ortschaften:
- Altroggenrahmede, heute Stadt Altena
- Bierbaum
- Brenscheid
- Brügge
- Brüninghausen
- Dickenberg
- Eggenscheid
- Gevelndorf
- Hellersen
- Kalve[6]
- Leifringhausen
- Mühlenrahmede, heute Stadt Altena
- Othlinghausen
- Pöppelsheim
- Rathmecke
- Rosmart, heute Stadt Altena
- Vogelberg
- Wehberg (bis 1935, dann Stadt Lüdenscheid)
- Wettringhof
- Zum Hohle, heute Stadt Altena

Auf dem Gebiet der Gemeinde Lüdenscheid-Land befanden sich auch das Arbeitserziehungslager Hunswinkel, die Versetalsperre und die Fuelbecketalsperre, heute Stadt Altena.